# Ituzaingó (Corrientes)
Ituzaingó (en guaraní: Ytusãingo) es una ciudad argentina, capital del departamento homónimo, en la provincia de Corrientes. El municipio comprende las islas: Apipé Chico, San Martín, Rivadavia, y Progreso. Fue fundada el 12 de agosto de 1864 por Bernardino Valle.
Ituzaingó es la sede argentina de la Represa Hidroeléctrica de Yacyretá-Apipé. Sus playas, costanera, y acantilados han atraído numerosos turistas tanto de la cercana ciudad de Posadas, quienes han erigido allí casas de descanso), como de otras ciudades del Nordeste Argentino (Corrientes Capital, Resistencia, Formosa, entre otras).
Es una de las ciudades balnearias más importantes de la provincia de Corrientes.
Uno de los eventos más destacados que ofrece la ciudad son los carnavales de Ituzaingó, sus corsos y shows de comparsas que se desarrollan entre fines de enero y principios de febrero.

## Toponimia
El topónimo Ituzaingó proviene del guaraní Ytusãingo, y se forma a partir de un conjunto de palabras, cuyos significados son: y: agua; tu: abundante; sãingo: colgante. Por lo tanto, la traducción al español de dicho vocablo sería cascada o catarata de agua. Este topónimo hace alusión a un sitio a orillas del Río Santa María, actualmente en territorio de la República del Brasil, donde en 1827 se llevó a cabo la Batalla de Ituzaingó, conflicto bélico dentro de lo que fue la guerra del Brasil, donde las tropas de este último imperio se enfrentaron a las tropas de la Provincias Unidas del Río de la Plata, resultando vencedoras estas últimas.
En dicho sitio, el curso del río realiza un salto o catarata. Por tal motivo y en honor a dicha batalla, esta ciudad fue bautizada de esa forma por el entonces gobernador correntino Manuel Lagraña, quien fijó en actas tal criterio al promulgar el decreto de fundación del nuevo pueblo, el 12 de agosto de 1864. El mismo criterio, fue utilizado para bautizar a dos poblaciones homónimas, ubicadas en las provincias de Buenos Aires y Santa Fe.
Por otra parte, la elección de este nombre para bautizar a a esta ciudad se debió también a la ubicación de la misma, a orillas de una zona del Río Paraná donde se anteriormente se encontraban una serie de saltos y rápidos, conocidos como "Los Rápidos de Apipé". Hoy en día se encuentran inundados tras la construcción en la zona de la Represa de Yacyretá.

## Topografía
- Altitud: 63 m s. n. m.
- Latitud: 27°36′ S
- Longitud: 56°40′59″ O

### Población
Según el censo de 2010, la ciudad contaba con 19 575 habitantes (Indec, 2010), lo que representa un incremento del 2,6% frente a los 19 073 habitantes (Indec, 2001) del censo anterior.
| Gráfica de evolución demográfica de Ituzaingó entre 1991 y 2010 |
|                                                                 |
| Fuente: censos nacionales del INDEC                             |

### Sismicidad
Un sismo sacudió Ituzaingó el 10 de noviembre de 2009 a las 14:40:52, con una magnitud estimada de 3,5 en la escala de Richter. La rareza con la que ocurre esta clase de fenómenos en esta región ha convertido este acontecimiento en noticia durante varios días tanto en la ciudad de Ituzaingó como en zonas aledañas. Se creyó brevemente que la cercana Represa Yacyretá, ubicada a 10 kilómetros de la ciudad, podría haber causado el fenómeno, pero esto fue desmentido por el Instituto Nacional de Prevención Sísmica, afirmando también que no existe región en el mundo que no posea riesgo alguno de actividad sísmica.

## Parroquias de la Iglesia católica en Ituzaingó
| Diócesis   | Santo Tomé                                                       |
| ---------- | ---------------------------------------------------------------- |
| Parroquias | San Juan Bautista,Santa Rita De Cascia, Nuestra Señora de Loreto |

## Imágenes

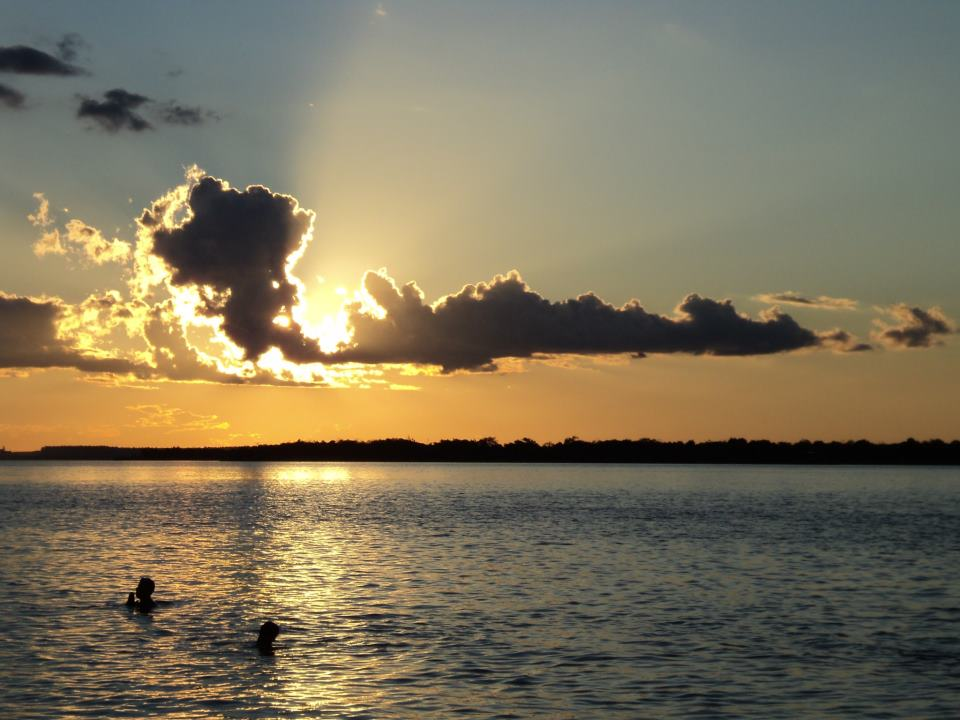
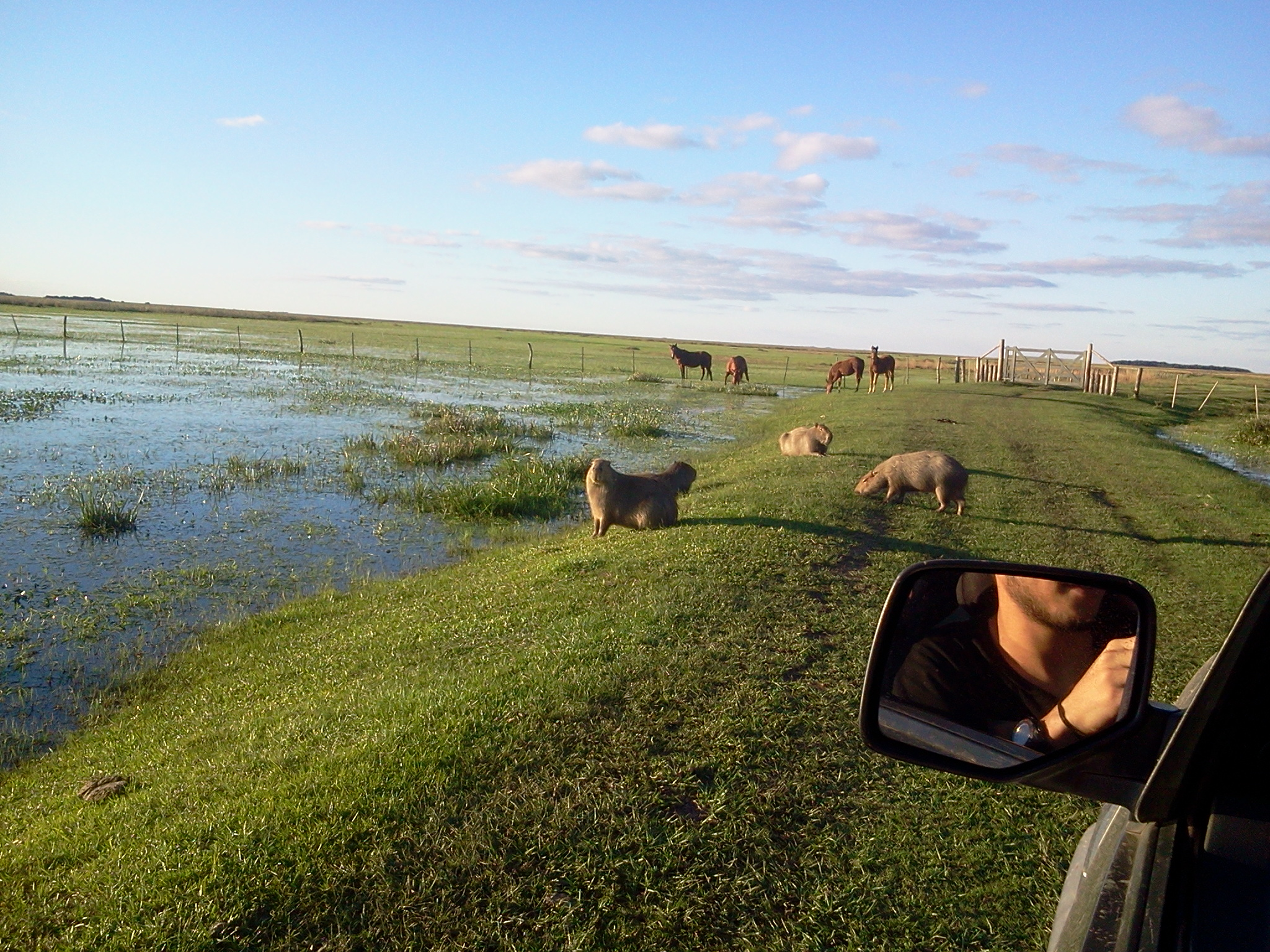
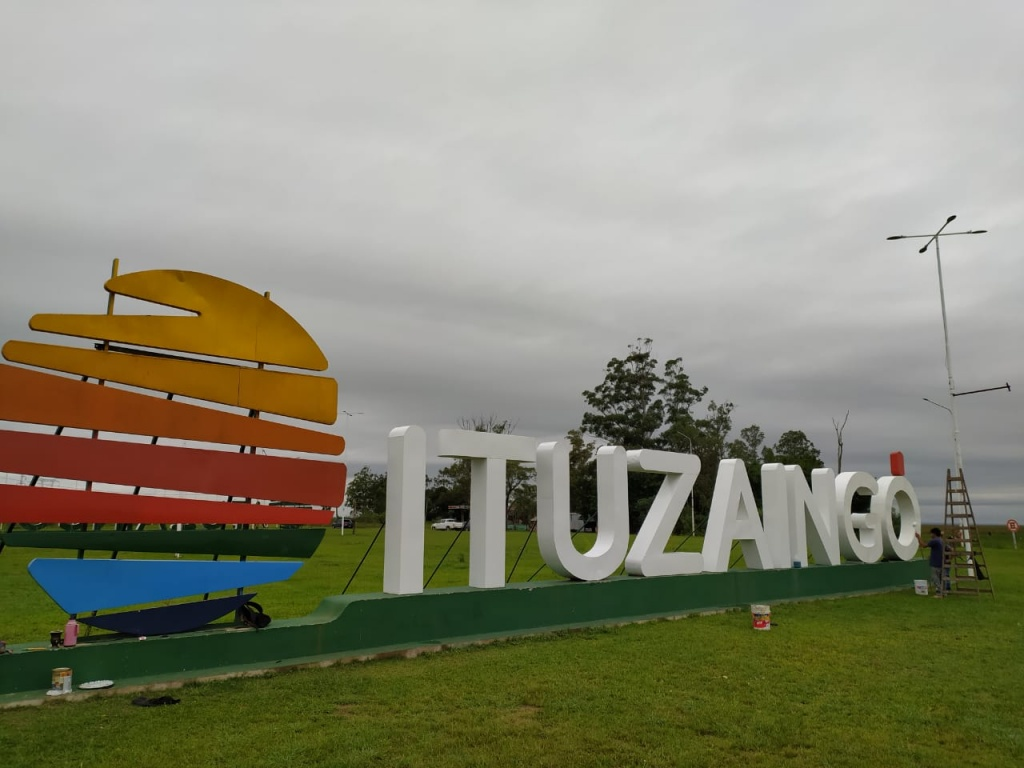
Acceso a Ituzaingó
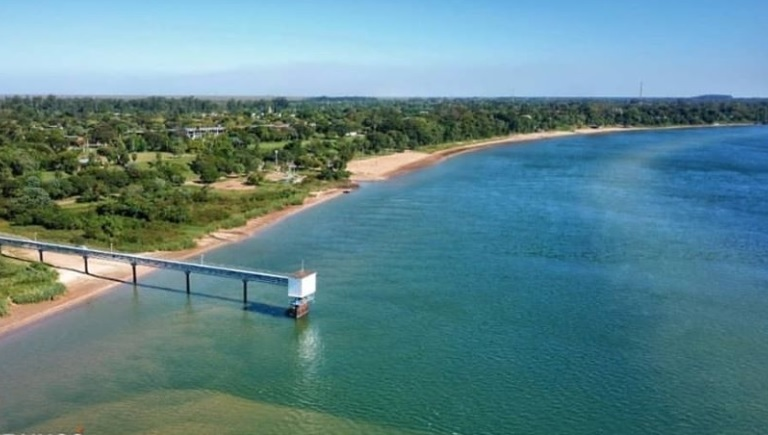
Vista Aérea Toma